# 95° Brigada de Asalto Aéreo (Ucrania)
La 95° Brigada de Asalto Aéreo de Ucrania: Es una Unidad militar de las Fuerzas de Asalto Aéreo de Ucrania, es la fuerza de reacción rápida de Ucrania. La brigada se encuentra acantonada en Zhitomir. Se considera una de las unidades más prestigiosas y capacitadas del ejército ucraniano. La Brigada 95.ª es una de las unidades de la Asociación para la Paz. La brigada recibió mucha publicidad por su incursión detrás de las líneas separatistas que presuntamente infligió grandes pérdidas a las fuerzas separatistas y rusas durante la Guerra del Dombás.

## Historia

Antigua Escarapela de la Brigada

El 95.º Centro de Entrenamiento de las Fuerzas de Asalto Aéreo de Ucrania se creó a principios de la década de 1990 en Zhitomir(base de Korbutivka) a partir del 242.º Regimiento de Tanques de Entrenamiento. El 242° Regimiento de Entrenamiento de Tanques había sido parte de la 117° División de Entrenamiento de Tanques de la Guardia. También se utilizó una segunda base, Bohunia, para el centro de entrenamiento. En 1995, el centro de formación se reorganizó en la 95.ª Brigada Aerotransportada Independiente. Todas las unidades, excepto el personal y la compañía de reconocimiento, se trasladaron a Bohunia.
Los primeros saltos en la Brigada ocurrieron en 1994. La brigada también fue una de las primeras unidades aeromóviles en recibir su Bandera de Batalla, el 5 de octubre de 1994. Hasta la primavera de 1996, todos los saltos se realizaron desde helicópteros Mi-8. A fines del verano del hemisferio norte de 1996, los soldados comenzaron a saltar desde aviones de transporte Il-76. Todos los saltos se realizaron en la región de Smokovka y en el campo de entrenamiento de la Brigada, ubicado en el área de la carretera Starokonstantinin a través del río Teterev. Actualmente, la zona de lanzamiento de la brigada se encuentra cerca del asentamiento de Singury, a 10 kilómetros (6 millas) de Zhitomir.
La brigada 95.ª originalmente tenía cuatro batallones, uno de los cuales se disolvió más tarde. Los soldados de la brigada participaron en misiones de mantenimiento de la paz en el Líbano, Sierra Leona, la República Democrática del Congo, Liberia, la antigua Yugoslavia, Kosovo y entre 2003 y 2005 en Irak.
En 2000, la brigada se reorganizó en una Brigada Aeromóvil y estuvo subordinada al 8. ° Cuerpo de Ejército. Actualmente, la brigada incluye el 13.º Batallón Aeromóvil Independiente, que está formado por soldados profesionales en lugar de reclutas. La brigada también incluye el 2. ° Batallón Aeromóvil que consta de reclutas con base en Korbutovka (A-1910). El cuartel general de la brigada y el 1.er Batallón Aeromóvil de reclutas, las unidades especializadas, de artillería y logística tienen su sede en Bohunia (A-0281).
En 2014, la 95.ª Brigada participó en el Asedio de Sloviansk y en el enfrentamiento de Kramatorsk durante la Guerra del Dombás. El 13 de mayo de 2014, siete paracaidistas de la unidad murieron durante una emboscada de los separatistas en Kramatorsk.
En agosto de 2014, la brigada 95.ª  realizó una Gran Incursión tras las líneas separatistas. La 95.ª Brigada Aeromóvil, que había sido reforzada con elementos blindados y accesorios, lanzó un ataque sorpresa contra las líneas separatistas, irrumpió en la retaguardia, luchó durante 450 kilómetros y destruyó o capturó numerosos tanques y piezas de artillería rusos antes de regresar a las líneas ucranianas. No operaron como una brigada concentrada, sino que se dividieron en tres elementos del tamaño de una compañía en diferentes ejes de avance. Según Phillip Karber, fue una de las incursiones más largas en la historia militar.
La unidad se desplegó en el aeropuerto de Donetsk el 21 de noviembre de 2014 como parte de una rotación regular de las tropas ucranianas estacionadas en la zona.
El 29 de noviembre de 2021, el Municipio de Zhitomir envió solicitudes al Ministro de Defensa y al Presidente de Ucrania para otorgar a la 95.a Brigada de Asalto Aéreo el título honorífico («Поліська» en ucraniano). El alcalde de la ciudad, Serhiy Sukhomlyn, explicó que el propósito del cambio de nombre fue marcar los méritos de combate de la unidad militar, el alto rendimiento de entrenamiento y los éxitos en las operaciones antiterroristas y de pacificación. También dijo que esta solicitud provino de los soldados de la brigada
El 28 de junio de 2022, la brigada recibió el premio honorífico "Por coraje y valentía" por su servicio durante la guerra ruso-ucraniana.

## Estructura
A partir de 2022 la estructura de la brigada es la siguiente:
- 95.a Brigada de Asalto Aéreo, Zhytomyr
  - Cuartel General y Compañía del Cuartel general
  - 13.º Batallón de Asalto Aéreo Independiente (Creado en 1993 con el objetivo principal de participar en operaciones de mantenimiento de la paz).[18]
  - 1.er Batallón de Asalto Aéreo
  - 2.º Batallón de Asalto Aéreo
  - Compañía de Tanques
  - Grupo de Artillería
  - Compañía de reconocimiento
  - Compañía Antiaérea
  - Unidades de apoyo (esto incluye todos los elementos traseros, como ingenieros, comunicaciones, médicos y unidad de apoyo material).

## Antiguos Comandantes
- General de división Vitaly Raevsky
- Coronel Kinzerskiy
- Coronel Chabanenko
- Coronel Hortuyk
- Teniente coronel Oleksandr Shvets (2008)[19]
- Teniente coronel Oleh Huliak[20]
- Coronel Stanislav Chumak
- Coronel Mykhaylo Zabrodsky (2013-2015)
- Coronel Oleh Hut (2015–2018)[21]
- Coronel Colonel Maxim Mirgorodsky[22][23]
- Dmytro Bratishko (N/A-presente)[18]

## Galería

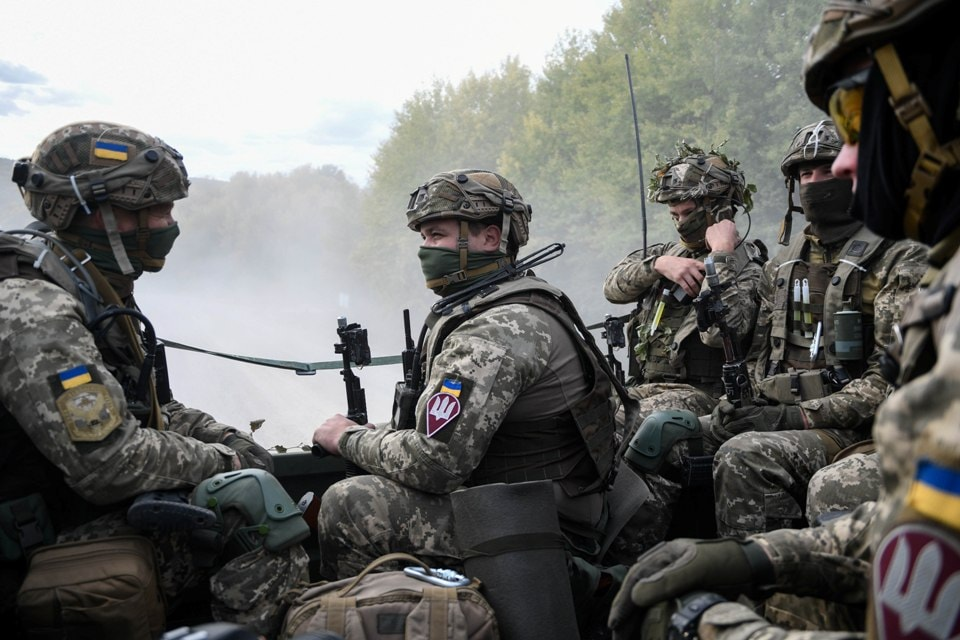
Ejercicios «Saber Junction-2018».
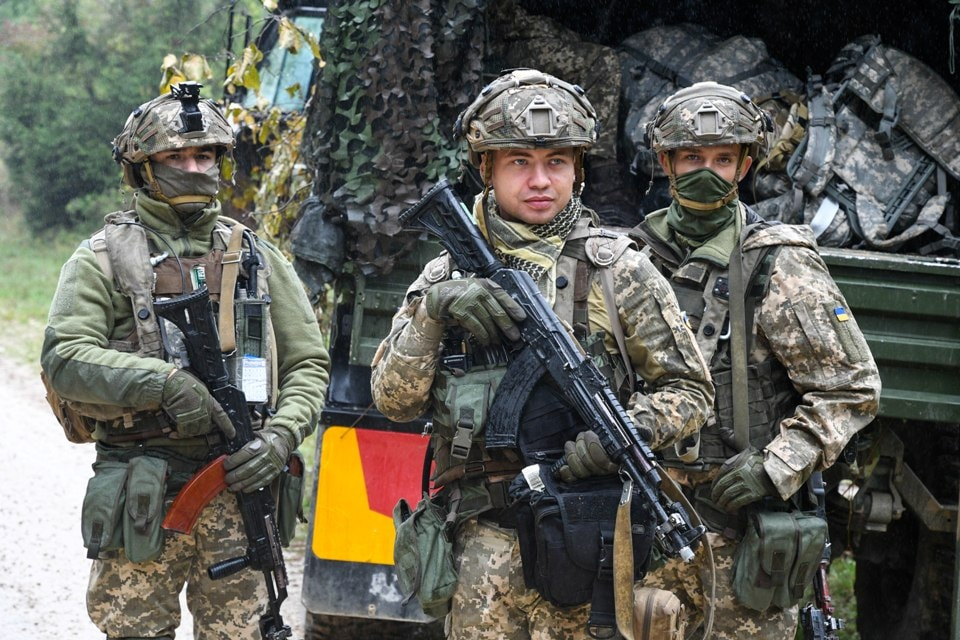
Los soldados de la brigada se preparan para moverse durante los ejercicios «Saber Junction-2018.
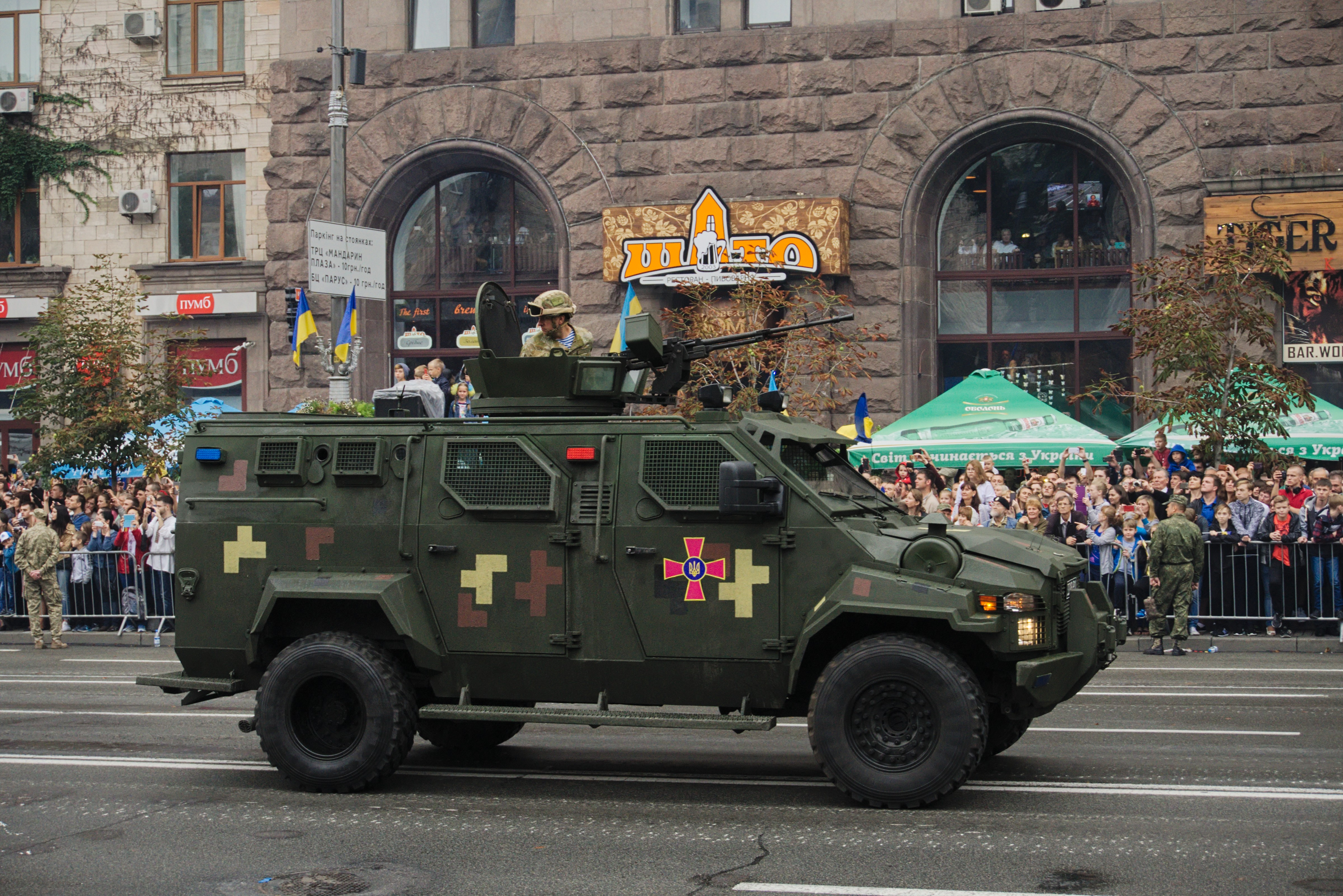
Desfile de equipos de la Brigada un vehículo KRAZ "Spartan" en el Desfile Día de la Independencia de Ucrania del año 2016.

## Enlaces
- Esta obra contiene una traducción  derivada de «95th Air Assault Brigade (Ukraine)» de Wikipedia en inglés, publicada por sus editores bajo la Licencia de documentación libre de GNU y la Licencia Creative Commons Atribución-CompartirIgual 4.0 Internacional.